# Минко Ламбов
Минко Ламбов е български композитор българска поп-операта „Рибарят и неговата душа“ по едноименната приказка на Оскар Уайлд. Автор на либретото на Ана Топалова. Автор е на над 500 композиции и аранжименти в различни жанрове (поп, джаз, етно, класика, детски песни и много други).

## Биография

### Детство
Роден 1978 година гр. София в семейството на българския композитор, диригент и пианист Кирил Ламбов и музикалния педагог Русалина Ламбова. Неговата сестра Антония Кирил Евгениева е пианист, а дядо му Минко Борисов Ламбов е акордеонист и обоист. На 3-годишна възраст неговата майка започва да му преподава пиано и солфеж. На 9 годишна възраст започва да изучава обой.
През 1989 г. Минко Ламбов е приет в ДМУ „Любомир Пипков“ със специалност обой, а през 1993 той продължава обучението си в гимназията на СМУ „Л.Пипков“ със същата специалност. На 15 годишна възраст започва уроци по пиано при изтъкнатия педагог Вера Бонева, а по-късно продължава обучението си при нейната дъщеря Антонина Бонева. По същото време започва да се увлича от джаза и създава първата си група „Авангард“ заедно със свои съученици.

### Младежки години
През 1996г. Ламбов е приет в два от факултетите на ДМА „Панчо Владигеров – „Теоритико композиторски и диригентски факултет“ и „Инструментален факултет“ със специалност обой. През 1997г. започва да работи с Искрен Пецов и „Латино партизани“ и временно прекъсва обучението си в академията. През 2006 се прехвърля в специалност оркестрово дирижиране в АМТИИ-Пловдив в класа на маестро Георги Димитров, който оказва решаваща роля за музикалното му развитието му.
Първите си опити за композиране прави в музикалното училище. „Авангард“ е първата формация изпълняваща негови пиеси с джаз-фънк звучене. Впоследствие продължава да пише музика в подобна стилистика за бъдещите си формации: L.P. Jazz, „Импровижън“. В младежкия си период той реализира около 200 аранжимента и оркестрации в най-различни стилове и жанрове (детски песни, поп, рок, джаз, фънк, фолклор, симфонична и мн. др.) Има редица награди от международни конкурси и фестивали като композитор, аранжор, оркестратор и изпълнител.
От 1995 г. до днес работи като пианист и композитор в групи като Латинопартизани; Форте; LP Jazz; Импровижън; Авангард; „Още“; Brainstorm; Икадем и др.
Като пианист работи и с Васил Найденов, Нели Рангелова, Панайот Панайотов, и др. звезди на българската естрада.

### Творчески години

#### Етно
През 2002 г. създава група "Брейнсторм“, с която изпълняват типичен фюжън, но не след дълго групата започва да използва елементи от българския фолклор и това бележи началото на нови творчески търсения за композитора. Той започва да изследва и изучава българската народната музика, което оставя трайна следа в неговото творчество от този момент нататък. През 2006 г. заедно с кавалджията Недялко Недялков създават група „ИКАДЕМ“. Формацията изпълнява авторски пиеси на Недялков и Ламбов, а също така и няколко обработки на народни песни. През 2007 г. групата издава дебютния си албум „ИКАДЕМ“, който се радва на голям успех сред почитателите на етно-музиката.
През 2008 г. създава най-мащабния си проект - "Shaka Zulu Orchestra", с който твори в сферата на ethno-jazz, funk, fusion, world music. Групата е от 13 души и се откроява със стилистично и етнологично разнообразие достигнато чрез задълбочено изучаване и анализиране на музиката на различните народи и етноси и експериментиране с колаборирането на различни стилове и течения в съвременната музика. "Shaka Zulu Orchestra" носи идеята за преодоляване на границите, отхвърляне на расовите и етнически предразсъдъци, както и вероизповеденчески различия. Концерт промоцията на дебютния албум на „Shaka Zulu Orchestra“ се състои на 23-ти октомври 2016г. в зала „България“ с участието на Софийска филхармония, хор "Ваня Монева", Теодосий Спасов и др. под диригентството на маестро Кирил Ламбов.
През 2011 г. създава сдружение „Еклектика“, което има за цел да развива и популяризира българската народна музика, да даде нов прочит на българския фолклор, да подчертае неговата красота и да го направи по достъпен за поколенията.
В края на 2011 г. Ламбов се запознава с актрисата и певица  Ана Топалова.  Заедно започват да работят в различни формации изпълняващи джаз музика. Впоследствие създават собствена група, която получава името „Point of view“. Формацията създава оригинални кавър-версии в джазова стилистика на песни на едни от най-известните поп-изпълнители в света.

#### Симфонична музика
Натрупването на музикален опит довежда композитора до нови музикални форми. Именно запознанството с Ана го отвежда в тази посока. В началото на 2012 г. те заедно с режисьора и актьор Димо Алексиев реализират постановката „Буря“ по Александър Островски, която не след дълго се оказва основата за написването на симфоничния балет „Буря“ по музика на Ламбов и либрето на Топалова. Това бележи началото на нов период в творчеството на композитора.

#### Музикално сценични произведения
През 2014г. Минко Ламбов и Ана Топалова създават поп-операта „Рибарят и неговата душа“ по едноименната приказка на Оскар Уайлд. Освен в качествата си на композитор и драматург, Ламбов и Топалова са и негови продуценти. Режисьор на спектакъла е Ана Топалова. Премиерата на поп-операта 'Рибарят и неговата душа" е на 19 май 2015 г. в зала 1 на НДК. Диригент постановчик е Кирил Ламбов. В периода 2015 – 2016 г. „Рибарят и неговата душа“ е поставен два пъти в зала 1 на НДК, девет пъти в Музикалния театър в София и един път в зала „България“ със Софийска филхармония – концертно изпълнение. В този период Ламбов написва симфоничната поема „Златния век“, както и множество пиеси и песни за формациите „Shaka Zulu Orchestra“ и „Point of view“, а като творчески екип с Ана Топалова печелят втора награда на първото издание на конкурса „Лирата на Орфей“ в Пловдив -2015 г. с песента „Миг“.

#### Филмова музика
През 2017г. Минко Ламбов композира музика за документалния филм на режисьора Людмила Живкова - „Весел е циганският живот“.
Вдъхновен от таланта на цигуларя Светлин Русев, който взима участие в поп-операта „Рибарят и неговата душа“, Минко Ламбов композира първия си концерт за цигулка и симфоничен оркестър посветен на Русев. Концертът получава името „Кампоселиче“ на името на цигулката на Светлин Русев – Stradivarius Camposelice. Световната премиера на произведението е в град Кострома – Русия на 25 декември 2017 г. със солист Светлин Русев и под диригентството на Павел Герщейн. В началото на 2018 г. „Кампоселиче“ е записан от Симфоничния оркестър на БНР отново със солист Русев, а концертната премиера за България е на 14 февруари 2019 г. в зала „България“ със Софийска филхармония, Светлин Русев и под диригентството на финландския диригент Саша Макиля.
През 2018г. творческият тандем Ламбов-Топалова създава детския мюзикъл „Дивите Лебеди“ – по едноименната приказка на Х.Кр. Андерсен. През същата година Ламбов композира произведение за симфоничен оркестър и смесен хор по едноименното стихотворение на Христо Ботев - „Моята молитва“
През 2019 Минко Ламбов работи по музиката на филма „Ханът и империята“ на акад. Людмил Стайков.
През март 2020 Ламбов създава музиката за филма „Сбогом Джони“ на режисьора Константин Буров. 
Същия месец композира двоен концерт за пиано, цигулка и симфоничен оркестър посветен отново на цигуларя Светлин Русев и пианистката Йоръм Сон (Южна Корея). Премиерата на творбата е планирана за 01-ви април 2021, но поради пандемията от Ковид 19 се отлага и се осъществява на 09-ти юни 2022г.

## Творчество

### Тетрални и музкално-сценични творби
- Музика към театралната постановка „Буря“ с режисьори: Димо Алексиев и Ана Топалова / AnaBella
- Поп-опера „Рибарят и неговата душа“ по едноименната приказка на Оскар Уайлд. Либрето – Ана Топалова / AnaBella.
- „Дивите лебеди“ – мюзикъл за деца по едноименната приказка на Х.Кр. Андерсен. Либрето-Ана Топалова / AnaBella.
- "Куфарчето Куфи" мюзикъл за деца по либрето на Ана Топалова / AnaBella

### Симфонична музика
- Симфоничен балет „Буря“ по пиесата на А.Островски – либрето Ана Топалова / AnaBella
- Симфонична поема „Златният век“
- Концерт за цигулка и симфоничен оркестър "Camposelice" N1 посветен на Светлин Русев
- Концерт за кларинет и оркестър
- Двоен концерт за цигулка, пиано и симфоничен оркестър N2
- Концерт за флейта и оркестър

### Филмова музика
- Музика към филмов сериал „Кантората“
- Музика към документалния филм „Весел е циганския живот“
- Музика към филма „Ханът и империята“ с режисьор акад. Людмил Стайков
- Музика към филма „Сбогом Джони“
- Музика към игрален филм "Анна" - 2022г.
- Музика кум документален филм - 2022г.

### Камерна музика
- Танго за струнен квартет
- Пиеса за тромпет и пиано

### Фолклорни обработки
- Обработки на народните песни – „Делю Хайдутин“, „Девойко мари хубава“, „Брала мома Ружа цвете“

### Хорови произведения
- „Моята молитва“ – по едноименното стихотворение на Христо Ботев за смесен хор и симфоничен оркестър
- „Брала мома Ружа цвете“ - за народен хор

### Соло пиано
- Албум за соло пиано „One week“ – седем пиеси за пиано. Всяка една от тях носи името на ден от седмицата.

### „Shaka Zulu Orchestra“ и „Point of View“
- Перник
- Родопска прелюдия
- From Sofia to Havana
- Kitka
- Врипнала е Добра
- Fire born
- I don't now
- My gipsy soul
- Kirios
- Големия град

### Brainstorm
- Брейнсторм
- "На баба ми колелото"
- Еуфория
- Ежедневие
- Brainstorm 2
- От дълбините
- Завръщане
- Послания
- Salvation

### Авангард
- Тазманийска самба
- Фънкария
- 122

### Латино Партизани
- Само нощем
- Черно момиче
- Пак си лягам сам
- Ние тримата
- Латино мания

### Детски
- Младини
- Стая

### Поп
- Заедно
- Белият гарван
- Изгубена душа
- Спомени
- До мен
- Cherie
- Миг

### Минко Ламбов квартет
- Destiny
- Перелик 1
- Перелик 2

### Електронна музика
- Музика към първото представяне на българска мода по „Fasion TV“

### Над 500 аранжименти и оркестрации в различни жанрове (поп, рок, джаз, камерни и симфонични творби, детски песни, клавирна музика, народни музика, етно, електронна музика и мн.др) на автори и изпълнители между които
- Латино Партизани и Искрен Пецов (албума „Кайман“, Тумба ла лайка и др)
- Нели Рангелова – юбилеен концерт 2007 г.
- Панайот Панайотов – юбилеен концерт
- Цветелина Янева – концерт в „София лайв клуб“ с участието на Shaka Zulu Orchestra" и др.
- Васил Найденов – „Болката от ляво“, „Ако имаш време“ – Тенко Славов
- Кирил Икономов и Мая Нешкова – аранжименти и оркестрации на концерт със Софийска филхармония
- Красимир Милетков – „Децата спасяват света“, сборник с клавирни пиеси „Музикална кутийка“ и мн. др.
- Стоян Димитров – детски песни
- Александър Бързицов – „Докато кажеш ах“ и др.
- Диляна Мичева – „Кос хубавец“, Магарето и др.
- Джони Илиев
- Мариана Попова
- Красимир Първанов – албум „Ботев булевард“
- Тодор Янкулов – албум „Пробуждане“, „Прогноза“,
- Точка БГ – албум „Преддверие“
- Пламен Бонев
- Пламен Бонев и Жана Бергендорф
- Весела Бонева
- Ненчо балабанов
- Ана Топалова

и много други.

## Награди
- 1994 – Млади музикални дарования – първа награда по задължително пиано
- 2000 – „Милион чудеса“ – награда на СБК за песента „Младини“ по текст на Виктор Самуилов
- 2000 – „Милион чудеса“ – аранжимент на песента „Звездички“ по музика на Стоян Димитров и текст на Елисавета Багряна спечелила първа награда
- 2001 – „Милион чудеса“ – първа награда за песента „Заедно“ по текст на Ненчо Балабанов в изпълнение на Марина Кискинова
- 2002 – „Милион чудеса“ – аранжимент на песента „Кос хубавец“ по музика на Диляна Мичева спечелила първа награда на фестивала
- 2003 – първа награда на конкурс за нова песен в Белград с песента „Била си“ по текст и в изпълнение на Ненчо Балабанов
- 2004 – първа награда на конкурс за нова песен в Добрич с песента „Белия Гарван“ по текст на Тодор Янкулов и в изпълнение на Ненчо Балабанов
- 2008 – втора награда на конкурса „Бургас и морето“ като аранжор на песента на А. Бързицов „Докато кажеш ах“ по текст на Матей Стоянов и в изпълнение на Искрен Пецов
- 2015 – втора награда на конкурса „Лирата на Орфей“ – Пловдив за песента „Миг“ по текст и в изпълнение на Ана Топалова